# هیروشی ادا
هیروشی ادا (ژاپنی: 江田 広؛ زادهٔ ۱۵ آوریل ۱۹۷۷) یک بازیکن فوتبال اهل ژاپن است.
از باشگاه‌هایی که در آن بازی کرده‌است می‌توان به باشگاه فوتبال کاوازاکی فرونتال اشاره کرد.